# Der Kyffhäuser
Der Kyffhäuser war eine österreichische Wochenzeitung, die von 1887 bis 1894 in München und Salzburg erschien. Sie führte den Nebentitel Deutschnationale Rundschau, als Beilage zu ihr erschien Das Wochenblatt.